# Sodasa
Sodasa, död efter 15 e.Kr., var en indoskytisk monark. Han var regerande monark av en indoskytisk monarki i Punjab och Mathura 15 e.Kr. 